# Costantino II de Cagliari
Pour les articles homonymes, voir Constantin II.
Costantino II de Cagliari  (variante Gostantini, Gosantine, Goantine)  (italien Costantino II Salusio III di  Cagliari sarde Costantini II Salusi III  fut Juge de Cagliari vers 1130  à  1163.

## Origine
Costantino II, fils unique de  Mariano II   Torchitorio, Juge de  Cagliari (vers  1107 - vers 1121/1130), nait dans les premières années du  XIIe siècle et comme il est d'usage dans la lignée des Juges de Cagliari il  est associé au trône dès ses premières années.

## Règne
On ignore l'année où il commence à régner seul sans doute peu avant 1130 car cette année-là le 13 février il s'intitule pour la première fois « Iudex Caralitanus » lorsqu'il confirme une donation faite par son père. Conformément à l'antique tradition qui voulait que le trône de Cagliari soit alternativement occupé par un « Torchitorio de Ugunali » et un « Salusio de Lacon » il adopte le nom de règne de « Salusio de Lacon ». Dans quelques  documents il prend le nom de « de 'Pluminus » du nom de la localité dans laquelle les Juges de Cagliari avait établi leur résidence quand la population avait abandonné l'antique cité lors des incursions des Sarrazins pour un lieu plus facile à défendre. 
Le règne de Costantino II dure une trentaine d'années et il est un moment important de l'histoire de Cagliari.  C'est à cette époque que commence la lutte entre le Saint-Siège Gènes et la république de Pise les trois puissances continentales qui voulaient s'assurer une position privilégiée et affirmer leur hégémonie sur le Judicat de Cagliari et la Méditerranée occidentale. La rivalité entre les deux républiques maritimes de Pise et de Gènes est à l'origine d'une guerre en 1120 sur la question apparemment ecclésiastique de l'obédience des  évêques de Corse et qui ne se termine qu'en 1133
Bien que  Costantino II soit un vassal du Saint-Siège comme le démontre l'appui que lui donne l'abbaye Saint-Victor de Marseille  il soutient les Pisans: entre  1130 et 1131, avec les Juges Gonario de Torres et Comita de Gallura, il prête serment de fidélité à l'archevêque de Pise. Il entretient néanmoins des relations amicales avec les Génois et son règne est une période de paix pour son Judicat qui à cette époque sort de son isolement insulaire pour rejoindre la politique du monde continental. 
Les seuls documents que l'on dispose sur Costantino II sont relatifs à des donations de terres et des concessions de privilèges en d'institution religieuses principalement sur le continent ce qui montre bien les intérêts politiques de forces en présence et sont l'expression pas tant du zèle religieux du Juge que de ses orientations politiques.
Costantino II meurt en 1163.

## Unions et postérité
Costantino II avait épousé  Giorgia de Unali, en premières noces et ensuite Sardinia de Zori. De ses deux unions il laisse trois filles 
- une fille ainée anonyme qui épouse  Pietro de Torres, frère du Juge  Barisone II de Torres.
- Giorgia, qui épouse le pisan Oberto marquis de Massa issu de la famille des Obertenghi ;
- Preziosa, la troisième qui épouse un autre noble de Pise, Tedice (I) de Donoratico ancêtre de la lignée des Della Gherardesca.

## Sources
- (it) Gian Giacomo Ortu La Sardegna dei giudici Regione autonoma della Sardegna, 2005,  (ISBN 8889801026)
- (en) Site Medieval Lands : Judges of Cagliari (Sardinia).
- (en) Site de I. Mladjov Medieval Sardinia (Sardegna).
- (it) article de Evandro Putzulu  Costantino (II) di Cagliari dans enciclopedia italiana consulté le 6 juin 2014.